# Michel Audy
Pour les articles homonymes, voir Audy.
Michel Audy est un réalisateur, scénariste, monteur, directeur de la photographie et producteur de cinéma canadien né le 22 septembre 1947 à Grand-Mère (Canada) et mort le 21 février 2020 à Trois-Rivières. Dès un âge précoce, il a œuvré en cinéma d'auteur (fiction). Après avoir terminé sa formation à l'Office national du film du Canada avec les Claude Jutra, Denys Arcand et Gilles Carle, il a réalisé une dizaine de longs métrages de fiction et près de deux cents documentaires. Ses films lui ont valu des prix dans des festivals internationaux à Montréal, en Europe et en Australie. À titre de cinéaste-pédagogue, il a réalisé quelque cinq cents émissions pédagogiques. Depuis environ quinze ans, il œuvre surtout en cinéma documentaire. Il a en outre réalisé plusieurs films concernant la navigation sur le fleuve Saint-Laurent (Québec, Canada). La majorité de ses films a été diffusée au Québec et dans plus de 25 pays de la francophonie.

## Biographie
Après avoir fait ses études primaires chez les Frères de l'Instruction chrétienne, il poursuit une formation classique au Séminaire Saint-Joseph de Trois-Rivières (1959-1968), puis au cégep de la même ville (1969); il obtient également sa licence d'opérateur en cinématographie. Il acquiert alors une expérience personnelle dans divers aspects du métier de cinéaste : caméraman, scénariste, éclairagiste, metteur en scène, décorateur, costumier, monteur (image et son), mixeur, ainsi qu'assistant du réalisateur Jean Pierre Lefebvre pour le film Q-bec my love (1970). En 1967, il réalise son premier long métrage, La Marée, puis l'année suivante, La Gelure. En 1969, il tourne À force d'homme, film sur les coureurs des bois avec la participation de Mgr Félix-Antoine Savard (auteur du fameux Menaud, maître-draveur, classique de la littérature québécoise), film qui sera acheté par Radio-Canada. Ce succès lui ouvre les portes de l'ONF où il reçoit l'appui de Jean Pierre Lefebvre qui lui permet de tourner un long métrage, Jean-François Xavier de... (1970), primé à Dinard (France). Longs et courts métrages, émissions de télévision et de radio éducatives l'amènent sur plusieurs continents et lui permettent de faire des rencontres marquantes, dont Rina Lasnier. Rappelons que le cinéaste a réalisé À la rencontre de Rina Lasnier (1975), l'unique documentaire sur la poète restauré en 2014 et présenté lors du Festival international de la poésie de Trois-Rivières.
Détenteur d’une maîtrise en cinéma (1975), Michel Audy sera technicien en audiovisuel au Cégep de Trois-Rivières (1971-1975), spécialiste en moyens et techniques d’enseignement (1975), directeur du service audiovisuel (1984-1987) et enseignera également à titre de chargé de cours dans différentes institutions : Cégep de Trois-Rivières (langage et analyse filmique), Séminaire Saint-Joseph de Trois-Rivières (langage et analyse filmique et création cinématographique), Cégep de Victoriaville (langage filmique, littérature et cinéma, références culturelles au cinéma), Cégep de Shawinigan (langage et analyse filmique), Université Laval (littérature et cinéma). Au début des années 1990, il enseignera aussi à Trois-Rivières au Collège Laflèche, puis donnera des ateliers de cinéma à la Maison des jeunes Adélard-Godbout (2008-2009) où sera tourné le film Hurlement dans la nuit.
Dans les années 1980, Michel Audy aborde l'homosexualité des jeunes, thème qu'il développera dans Crever à 20 ans et dans Luc ou la Part des choses, « film ambitieux et efficace portant sur l’histoire d’un jeune homme qui « découvre » et assume son homosexualité ».
En 1987, il signe L'étoffe d'un pays, une série de six documentaires pour Télé-Québec, avec la collaboration de Denis Vaugeois, historien : portrait généalogique de la population du Québec francophone à l'aide de dramatiques, de documents d'archives, de rencontres et d'entrevues, cette série connaîtra un grand succès.
Par la suite, il réalise plusieurs courts et moyens métrages de commande, tout en poursuivant ses projets personnels. Michel Audy est l'un des rares cinéastes à maintenir une activité cinématographique loin de Montréal : « J'ai toujours dit que l'endroit où on demeure ne compte pas. La seule chose qui compte, c'est si un film est bien ou mal fait. En restant ici, j'ai quand même eu, modestement, une carrière très prolifique », affirmera-t-il lors d'une entrevue en janvier 2009.
L'un des cofondateurs de Ciné-Campus à Trois-Rivières, il y sera projectionniste pendant douze ans.

## Filmographie

### Comme réalisateur
- 1964 : Charleston, dessins sur pellicule (4 min)
- 1965-1966 : Piste et Pelouse, deux films documentaires (13 et 15 min) ; Jeunesse 65, documentaire (15 min)
- 1966 : Toutes les mêmes, fiction (10 min) ; L'horoscope, film expérimental (6 min)
- 1967 : La Marée, long métrage couleur (90 min) ; Ne nous fâchons pas, court métrage de fiction (20 min)
- 1968 : La Gelure, long métrage de fiction, écran panoramique, couleur (90 min) ; Ni queue, ni tête, moyen métrage de fiction (45 min)
- 1968-1969 : À force d'homme, long métrage, documentaire ethnologique, couleur (90 min)
- 1969-1970 : Jean-François Xavier de..., long métrage de fiction, noir et blanc et couleur (90 min)
- 1970 : Encore inconnu, documentaire sur le Cégep de Trois-Rivières (35 min) ; Pêche très douce, documentaire ethnologique (30 min) ; Terre de Charlevoix, documentaire poétique (15 min), film inachevé ; Flèche agile, court métrage de fiction, film pour enfants, couleur (28 min) ; Pêche très douce, documentaire ethnologique, couleur (26 min)
- 1971 : Gros lundi, petite semaine, court métrage de fiction, écran panoramique anamorphosé, film muet, couleur (30 min)
- 1971-1972 : Corps et Âme, long métrage de fiction, noir et blanc (93 min)
- 1972 : Avant le souvenir, court métrage de fiction, couleur (24 min) ; Toccate et Fugue, court métrage de fiction, couleur (15 min)
- 1973 : Mgr Albert Tessier, cinéaste, documentaire biographique, noir et blanc (90 min)
- 1974 : Bécancour-Québec, documentaire sur la construction du Parc industriel de Bécancour, couleur (20 min)
- 1974-1975 : La Maison qui empêche de voir la ville, long métrage de fiction, noir et blanc (135 min)
- 1975 : À la rencontre de Rina Lasnier  (documentaire biographique sur la poète québécoise, noir et blanc (45 min) ; Gustave Lamarche, documentaire biographique, noir et blanc (83 min), jamais édité
- 1976 : Ma sœur... Ma sœur, court métrage de fiction, couleur (30 min), restauré et réédité en 2009
- 1977 : Tchaïkovski, concerto no 1, court métrage de fiction, couleur (15 min)
- 1977-1978 : Le groupe de fermiers de Saint-Boniface, documentaire (28 min)
- 1979 : Sky, court métrage de fiction, tourné à Sydney en Australie, couleur (20 min)
- 1979-1980 : Comptabilité I, long métrage de fiction à contenu pédagogique, couleur (90 min)
- 1980 : Louise Panneton, peintre-lissier, documentaire sur l'art, couleur (28 min)
- 1981-1982 : Luc ou la Part des choses, long métrage de fiction, couleur, (90 min)
- 1982 : Cinéma et société, enquête sur la consommation du cinéma en Mauricie, couleur (57 min)
- 1983-1984 :Crever à 20 ans, long métrage de fiction, couleur (75 min)
- 1984 : Notre-Dame-du-Mont-Carmel, hier et aujourd'hui, documentaire historique, 6 épisodes, couleur (153 min)
- 1986 : Le goût de vivre ou le mal de vivre, documentaire, couleur, écran panoramique de 146 degrés (30 min)
- 1986-1987 : L'Étoffe d'un Pays, documentaire historique, 6 épisodes, couleur (153 min)
- 1987 : Une étonnante réalité, documentaire sur la création des coopératives, couleur (26 min), restauré et réédité en 2010
- 1988 : Marketing des produits Agropur, documentaire corporatif, couleur (13 min)
- 1989 : Fromages et fromageries, documentaire sur les fromages d'Agropur, couleur (12 min), restauré et réédité en 2010
- 1990 : Le ramassage du lait en vrac, documentaire sur Agropur, couleur (17 min), restauré et réédité en 2010 ; Des produits frais... frais..., documentaire, couleur (15 min)
- 1991-1992 : Île de la quarantaine, documentaire sur l'histoire de Grosse-Île, couleur (58 min), restauré et réédité en 2013
- 1993 : Toitures d'ardoises, un patrimoine à conserver, documentaire historique, couleur (23 min)
- 1994 : Du garage à la cabane, long métrage documentaire et fiction sur la clientèle d'un bar gay, couleur (67 min) ; Chambre de commerce de Bécancour, documentaire, couleur (55 min)
- 1995 : Inverness, haut-lieu du bronze, documentaire sur l'art, couleur, version du Musée d'Inverness (12 min), version détaillée couleur (45 min) ; Potton - Un patrimoine vivant, documentaire historique, couleur (24 min)
- 1996-1997 : Pilotage sur le Saint-Laurent, documentaire, couleur (58 min) ; trois documentaires sur la marine marchande, Nandu and Chanda Alive, couleur (50 min), Tecmarine Lines, couleur (30 min), B&N Gorthon Lines, couleur (28 min)
- 1997 : Les transporteurs des mers, documentaire, couleur (58 min)
- 2000 : Que pour toi, vidéo-clip, couleur (5 min)
- 2005 : Les pilotes du Saint-Laurent Central, documentaire, couleur (23 min) ; Un film pour les yeux, essai poétique, couleur (28 min)
- 2005-2006 : La famille des mille photos, monographie photographique d'une famille, couleur (135 min)
- 2007 : Pilotes en eaux restreintes, Pilots in confined waters, documentaire, français et anglais, couleur (52 min)
- 2008 : En hommage à un ami, Sylvain Bourbeau, chronique biographique, couleur (82 min) ; Hommage à Mgr Albert Tessier, documentaire (17 min) ; Biographie et filmographie de Michel Audy, couleur (25 min) ; Hommage à Léo Cloutier, pédagogue et fondateur de Ciné-Campus, documentaire biographique, couleur (19 min)
- 2009 : Hommage à des gens de cinéma de Trois-Rivières, présentation spéciale dans le cadre du 375e anniversaire de Trois-Rivières, couleur (175 min) ; La légende de la phlébite sur la rivière, fiction humoristique sur une situation sérieuse, couleur (73 min) ; La légende de la dernière balade, documentaire (46 min) ; Hommage aux dames, documentaire, soirée hommage au Collège Marie-de-l'Incarnation de Trois-Rivières, sous la présidence de Lise Bacon, couleur (112 min)
- 2009-2010 : Un travail... une passion..., documentaire sur le métier d'annonceur à la radio, couleur (22 min)
- 2010 : Hurlement dans la nuit, fiction sur le harcèlement en milieu scolaire, couleur (43 min)
- 2011 : La légende de la vie paisible, chronique, 3e volet de la série La légende de, couleur (56 min) ; En hommage à ma mère, documentaire ethnologique sur la génération née vers 1920, couleur (194 min)
- 2012 : Pêche très douce, documentaire ethnologique, version de 1970 restaurée et rééditée, sous-titrée en français pour la France, couleur (29 min)
- 2013 : Dévoilement de la plaque commémorative de Rina Lasnier, reportage, couleur (15 min)
- 2013-2014 : À la rencontre de Rina Lasnier, documentaire biographique et thématique, restauration et réédition du film de 1975, noir et blanc et couleur (65 min)
- 2014 : Rina des mille heures, documentaire sur la restauration du film À la rencontre de Rina Lasnier, couleur (31 min) ; Studio Yvon Leblanc, documentaire sur l'enregistrement de la narration et de la lecture des poèmes du film À la rencontre de Rina Lasnier, couleur (35 min)

### Comme scénariste
Il a été le scénariste de tous ses films avec la collaboration de coscénaristes choisis selon les sujets traités :
- Pierre Blais, réalisateur et producteur
- Gaston Deschênes, historien
- Luc Drouin, secrétaire trésorier de la Corporation des Pilotes du Saint-Laurent Central
- Normand Lafleur, ethnologue
- Gérard Leduc, archéologue
- Jean Lemay, professeur de littérature et de cinéma
- Jean-Louis Longtin, homme de lettres, professeur, haut fonctionnaire au ministère de l’Éducation
- Pierre-Yves Pépin, écrivain et géographe
- Marguerite Vadeboncoeur, étudiante en littérature à l’UQTR
- Denis Vaugeois, historien

### Comme monteur
Il a été le monteur de tous ses films, à l’exception du long métrage de fiction Corps et Âme, monté par Marguerite Duparc-Lefebvre.

### Comme directeur de la photographie
Il a été directeur de la photographie et cameraman de tous ses films, à l’exception de :
- Jean-François-Xavier de… et Corps et Âme, directeur de la photographie et cameraman André-Luc Dupont,
- La Maison qui empêche de voir la ville, directeur de la photographie, Jean Lemay, cameraman, Michel Audy
- Luc ou la Part des choses, directeur de la photographie, Jean Lemay, cameraman, Michel Audy

### Comme producteur
En 1972, il crée la compagnie de production Les Films Michel Audy Ltée. La compagnie sera dissoute en 1997 et les films suivants seront produits sous le nom de Michel Audy.
Il a été producteur de la majorité de ses films, à l’exception de :
- 1967 : La Marée, produit par Les Douze Associés (association de jeunes gens pour ce film seulement)
- 1968 : La Gelure, produit par André Dionne
- 1969 : À force d'homme, produit par Normand Lafleur et Michel Audy
- 1969-70 : Jean-François-Xavier de…, produit par l'ONF, producteur exécutif, Jean Pierre Lefebvre
- 1971-72 : Corps et Âme, produit par CINAK, Jean Pierre Lefebvre, productrice déléguée, Marguerite Duparc-Lefebvre
- 1973 : Mgr Albert Tessier, cinéaste, produit par le Cégep de Trois-Rivières
- 1974 : Bécancour-Québec, produit par le ministère des Communications du Québec, producteur délégué, Pierre Manseau
- 1977-78 : Le Groupe de fermiers de Saint-Boniface, produit par le ministère des Communications du Québec, Communication-Québec Mauricie, Centre du Québec, productrice déléguée, Nicole de Rochemont
- 1978-79 : Comptabilité I, produit par le collège de Trois-Rivières et le ministère de l’Éducation du Québec, producteurs délégués, Louis Martel et Laurent Simard
- 1979 : Sky, produit par Australian Film Commission, Abraxas Films Sydney et Les Films Michel Audy Ltée
- 1979-80 : Comptabilité II, produit par le collège de Trois-Rivières et le ministère de l’Éducation du Québec, producteurs délégués, Louis Martel et Laurent Simard
- 1981-82 : Luc ou la Part des choses, produit par le collège de Trois-Rivières et le ministère de l’Éducation du Québec, producteurs délégués, Alain Lallier et Laurent Simard
- 1982 : Cinéma et Société, produit par le Cégep de Trois-Rivières / Éducation Permanente et Radio-Québec (Mauricie)
- 1984 : Notre-Dame-du-Mont-Carmel, hier et aujourd’hui, produit par la Municipalité de Notre-Dame-du-Mont-Carmel, producteur délégué, Paul Lamothe
- 1993 : Toitures d’ardoises, un patrimoine à conserver, produit par Centre d’interprétation de l’Ardoise de Kingsbury, producteur délégué, Michel Plourde
- 1995 : Inverness, haut-lieu du bronze, produit par J.P.M. Vidéo (Michel Plourde)
- 1995 : Potton, un patrimoine vivant, produit par Association du Patrimoine de Potton Inc., producteur délégué, Michel Plourde

## Récompenses et nominations

### Récompenses
- Prix « Image en tête » de Radio-Canada : Toutes les mêmes (1966)
- Prix du Festival international du Film d'expression française : Jean-François Xavier de... (1971)
- Tour de bronze, Festival international du film sur l'agriculture, Saragosse (Espagne) : Le groupe de fermiers de Saint-Boniface (1976)
- Prix du ministère de l'Éducation du Québec : Comptabilité I (1980)
- Prix du ministère de l'Éducation du Québec : Luc ou la Part des choses (1983)
- Prix du Festival de l'ADATE (Association pour le développement de l'audiovisuel et des techniques d'enseignement) : Crever à vingt ans (1984)
- Premier prix, Patrimoine québécois : Les toitures d'ardoise, un patrimoine à conserver (1994)
- Prix Mérite 1995, Forum québécois du Patrimoine en collaboration avec Le Devoir dans le cadre des cinquièmes assises du Patrimoine : Potton - Un patrimoine vivant

### Nominations
- 1975 : Festival international du cinéma indépendant, Thonon-les-Bains (France), La Maison qui empêche de voir la ville
- 1976 : Festival international de Sydney et Melbourne (Australie) ; Festival de Cannes, Rencontres internationales Films et Jeunesse, La Maison qui empêche de voir la ville
- 1980 : Festival de l'ADATE, Comptabilité II
- 1981 : Biennale de Tapisserie de Montréal, Louise Panneton, peintre-lissier
- 1982 : Festival international des films du monde de Montréal ; Festival international d'Avignon (France), Luc ou la Part des choses ; Festival international du Film sur l'art de Montréal, Louise Panneton, peintre-lissier
- 1983 : Festival international La Mostra du Film d'Épernay (France), Luc ou la Part des choses ; Festival international du Nouveau cinéma de Montréal, Crever à 20 ans
- 1988 : Prix Gémeaux, meilleur montage d'une série documentaire, L'Étoffe d'un pays
- 1992 : Rendez-vous du cinéma québécois, La maison qui empêche de voir la ville, Luc ou la Part des choses, Crever à 20 ans
- 1993 : Festival international de Viterbe (Italie), Île de la quarantaine
- 1995 : Prime à la continuité de la SODEC (Société de développement des entreprises culturelles du Québec)
- 2008 : Conseil des Arts et des Lettres du Québec, bourse pour la continuité

## Anecdotes
« C'est lorsque son frère a gagné un concours et qu'il a ramené une petite caméra en plastique [...] que la vie de Michel Audy a connu son grand tournant. [...] " Et puis la voisine, une Anglaise qui était vieille fille, me donnait 50 cents pour aller au cinéma. J'y entrais vers 13h pour en ressortir à minuit à la fermeture " [...], ajoute le cinéaste. » Marie-Ève Bourgoing-Alarie, « Le cinéaste Michel Audy se confie », L'Hebdo journal, 20 octobre 2010.